# Курган (футбольный клуб)
«Курган» — российский футбольный клуб из Кургана, выступающий в Третьем дивизионе России. Двукратный чемпион КФК России (1994, 2002) и двукратный бронзовый призёр ЛФЛ (2006, 2008). Обладатель Кубка РСФСР 1991 года. С 2002 года по 7 апреля 2024 года клуб носил название «Тобол».

## История

### 1960—1964 годы
В 1960 году под руководством тренера Николая Лебедева новый футбольный клуб - курганский «Строитель» стартовал в Чемпионате СССР по футболу (класс «Б», РСФСР, 4 зона). Первый сезон в чемпионате страны получился неудачным: «Строитель» по окончании сезона занял последнее место, но сохранил прописку в классе «Б».
В сезоне 1961 года курганский «Строитель» попробовал свои силы в Кубке СССР, но вылетел в первом раунде, проиграв пермской «Звезде». В чемпионате «Строитель» финишировал на 8 месте (из 13 команд).
В сезоне 1962 года курганский «Строитель» становится крепким середняком лиги, заняв 10 место (из 16 команд). В Кубке СССР в первом раунде проиграл прошлогоднему обидчику пермской «Звезде».
В сезоне 1963 года «Строитель» возглавил Григорий Петров, клуб занял 12 место (из 16 команд). В Кубке СССР курганцы смогли пройти первый раунд, обыграв 2:1 «Химик» Березники, но вылетели во втором, проиграв 0:1 «Геологу» Тюмень.
В сезоне 1964 года у руля клуба встал Георгий Терентьев, по окончании сезона «Строитель» занял 15 место (из 17 команд). В Кубке СССР не смог пройти первый раунд, проиграв 0:1 «Спартаку» Самарканд.

### 1965—1966 годы
В сезоне 1965 года курганский «Строитель» сменил название и стал именоваться «Труд», по ходу сезона клуб возглавил новый тренер, им стал Эдуард Паршин. По окончании сезона клуб занял 13 место (из 20 команд). В Кубке СССР курганский «Труд» пробился в финальный этап, в первом раунде курганцы были сильнее 5:1 «Шахтёр» Ош, во втором 2:1 «Нефтяник» Фергана, в третьем 1:0 «Памир» Ленинабад, в четвёртом 2:1 «Строитель» Уфа. В 1/64 финала кубка СССР 1965/66 курганский «Труд» обыграл 2:0 «Торпедо» Томск, а в 1/32 проиграл 1:2 «Кузбасс» Кемерово.

### 1991. Победа в Кубке РСФСР
Сезон 1991 года подопечные Виктора Прозорова закончили на восьмом месте, лучшим бомбардиром клуба стал Вячеслав Камольцев (18 мячей). Однако, параллельно «Сибирь» дошла до финала Кубка РСФСР. В 1/64 финала «Сибирь» прошла новотроицкий «Металлург», разгромив в гостях 4:1. В 1/32 финала «Сибирь» с минимальным счётом 1:0 выиграла у магнитогорского клуба «Металлург». В 1/16 финала «Сибирь» прошла новосибирский «Чкаловец», выиграв в гостях 1:0. В 1/8 финала «Сибирь» принимала своих гостей на стадионе «Торпедо» в Шадринске, матч проходил в напряжённой борьбе и закончился в серии пенальти, где победу 4:3 одержала «Сибирь» над «Уральцем» из Нижнего Тагила. В 1/4 финала «Сибирь» без проблем прошла клуб «Электрон» из Вятских Полян, разгромив их со счетом 5:1. В полуфинале «Сибирь» встречалась с «Вулканом» из Петропавловск-Камчатский и одержала победу 1:0. В финале «Сибирь» встречалась с клубом «Кубань» из хутора Бараниковский (Краснодарский край). Первая игра финала проходила в Кургане на стадионе «Центральный», в присутствии 4000 зрителей хозяева одержали победу 2:0, голами отметились Вячеслав Камольцев и Евгений Шурко. В ответной игре в Бараниковском на стадионе «Колос» присутствовало 3000 зрителей, «Кубань» в том матче победила 3:1, голом у курганцев отметился Вячеслав Камольцев. По сумме двух встреч, победу в финале одержала курганская «Сибирь» и стала последним обладателем Кубка РСФСР (после 1991 года перестали проводить Кубок РСФСР).

### 1992—1999
В первенстве России команда добилась хорошего результата (5 место — в 1992 году под руководством Игоря Касюка, до этого возглавлявшего стерлитамакский «Каучук». Лучшим бомбардиром в составе команды стал Валерий Орлов (10 мячей). В сезоне 1994 года, команда стала победителем третьей лиги (VI зоны) под руководством Владимира Сизонтова, до этого возглавлявшего «Уралец» Нижний Тагил. Лучшим бомбардиром VI зоны стал игрок курганского «Тобола» Владимир Найданов (19 мячей). Последующие 7 сезонов команда показывала неудовлетворительные результаты, а в сезоне 2001 покинула второй дивизион.

### 2000—2012
Сезон 2000 года курганский клуб начал во II дивизионе России, клуб был переименован из «Кургана» в «Спартак». Клуб возглавил Иван Васильевич Герасимов. По его инициативе были приглашены Алексей Усманов («Торпедо» Владимир), Анатолий Вершинин («Иртыш» Омск), Андрей Гефель («Иртыш» Омск), Вячеслав Данильчук («Иртыш» Омск), Дмитрий Бушманов («Динамо» Ставрополь), Евгений Шурко («Газовик-Газпром» Ижевск), Олег Данилов («Иртыш» Тобольск), Олег Рогожников («Салют-ЮКОС» Белгород), Руслан Ахмедов («УралАЗ» Миасс), Сергей Шашков («Металлург-Метизник» Магнитогорск), а также воспитанники курганской «ДЮСШ № 3» — среди них Антон Васильев. Сезон был провальным, клуб набрал только 13 очков, победив лишь 3 раза (в играх с «Динамо» Ижевск, «Динамо» Пермь и «Энергия» Чайковский), 4 раза была зафиксирована ничья и 23 поражения. По итогам сезона клуб занял последнее 16 место, но сохранил прописку во II дивизионе. Лучшим бомбардиром клуба Евгений Кононенко (6 мячей). Самым крупным поражением стал матч 27 тура 22 сентября против «Металлурга-Метизник» Магнитогорск 0:6. В Кубке России 2000/01 клуб вылетел на стадии 1/256 финала, проиграв 0:3 в гостях «Тюмени».
Сезон 2001 года курганский клуб начал во II дивизионе под руководством Александра Сиянова. Были приглашены Игорь Евсин («Самотлор-XXI» Нижневартовск), Роман Шпачков («Металлург-Метизник» Магнитогорск), Михаил Колгушкин («Динамо» Махачкала), а также воспитанники курганской «ДЮСШ № 3». По итогам сезона клуб финишировал последним, набрав за сезон 6 очков. 28 поражений, 0 ничьих и всего 2 победы (в играх с «Динамо» Ижевск и «Энергия» Чайковский), лучшим бомбардиром клуба стал Андрей Булыгин (3 мяча). Самым крупным поражением стал матч 28 тура 18 сентября против «Содовика» Стерлитамак 1:13. В Кубке России 2001/02 клуб вылетел на стадии 1/256 финала, проиграв 0:3 в гостях «УралАЗу» Миасс.
Сезон 2003 года клуб начал во II дивизионе, были приглашены Андрей Фролов («Иртыш» Омск), Дмитрий Бушманов («Урал» Екатеринбург), Дмитрий Овчинников («Иртыш» Омск), Сергей Топоров («Шахтёр» Прокопьевск) и воспитанники курганской «ДЮСШ № 3» — одни из них Виталий Шипилов, Максим Хлызов. Набрав 36 очков, при 9 победах, 9 ничьих и 20 поражениях «Тобол» занял 15 место из 20 команд и сохранил прописку во II дивизионе. Лучшим бомбардиром стал Дмитрий Бушманов (10 мячей). Самым крупных поражением в сезоне стал матч 20 тура 21 июля против «КАМАЗа» (Набережные Челны) 1:7. В Кубке России 2003/04 на стадии 1/256 финала «Тобол» победил «Зенит» Челябинск 2:1, а на стадии 1/128 проиграл «Лукойлу» Челябинск 1:2.
В сезоне 2004 года клуб возглавил воспитанник Евгений Петрович Шурко. Были приглашены Алексей Ничутин, Дмитрий Овсянников («Лукойл» Челябинск), Евгений Соловадченко («Носта» Новотроицк), Игорь Ефремов («Динамо» Барнаул), Олег Софияник («Лукойл» Челябинск), Рамиль Валеев («Волга» Ульяновск), Станислав Ачкасов («Кузбасс-Динамо» Кемерово), Сергей Варлаков («Машук-КМВ» Пятигорск), Сергей Дзодзиев, Хвича Хартишвили («Ангушт» Назрань) и воспитанники курганской «ДЮСШ № 3» — среди них Александр Нечаев, Валерий Поляков и Сергей Журавлёв. Повторив успех 2003 года, «Тобол» набрал 36 очков, при 8 победах, 12 ничьих и 16 поражениях, занял 15 место из 19 команд, лучшим бомбардиром стал Игорь Ефремов (7 мячей). Самые крупные поражения: 21 октября в гостевом матче против «Динамо» Киров и 30 октября в домашнем матче против «Содовика» Стерлитамак — 0:5. В Кубке России 2004/05 на стадии 1/512 финала «Тобол» в гостях обыграл 2:0 «Уралец» Нижний Тагил, а в 1/256 финала дома проиграл 0:3 «Уралу» Екатеринбург.
В сезоне 2005 года в клуб были приглашены Алексей Бяков («Нефтяник» Уфа), Алексей Ладожинский («Мир» Сулин), Владислав Гаглоев («Электроника» Нижний Новгород), Григорий Бузулуков («Динамо» Киров), Денис Попов, Алексей Чепцов («Спартак-МЖК» Рязань), Дмитрий Максимчук («Металлург-Кузбасс» Новокузнецк), Дмитрий Наход («Зенит» Челябинск), Игорь Осипчук («Динамо» Вологда), Константин Поддуев («Локомотив-НН» Нижний Новгород), Павел Шемякин («Шахтёр» Прокопьевск), Руслан Ахмедов («Зенит» Челябинск), Сергей Пономарёв («Сибиряк» Братск) и воспитанники курганской «ДЮСШ № 3». За сезон «Тобол» набрал 21 очко, при 5 победах, 6 ничьих и 25 поражениях. Финишировал на 18 месте из 19 команд и вылетел из II дивизиона. Лучшим бомбардиром стал Дмитрий Бушманов (10 мячей). Самое крупное поражение в сезоне было зафиксировано в 19 туре 22 июля в гостевом матче против «Содовика» Стерлитамак 1:7. В Кубке России 2005/06 на стадии 1/256 финала «Тобол» в гостях проиграл 0:2 «Уральцу» Нижний Тагил.
Сезон 2012 года «Тобол» начал в III дивизионе России, клуб покинули все иногородние футболисты. Были приглашены воспитанники курганской «ДЮСШ № 3», один из них — Черняев Владислав. Сезон «Тобол» закончил с 26 очками, при 7 победах, 5 ничьих и 3 поражениях (в играх с «Магнитогорск» Магнитогорск, «Тобол» Тобольск (обе игры)). Взял бронзовые медали зоны «Урал и Западная Сибирь», лучшим бомбардиром стал Владимир Найданов (10 мячей). В Кубке России среди ЛФК 2012 вылетел на стадии 1/4 финала, проиграв по сумме двух матчей 1:4 клубу «Газпромбанк» Тюмень.
За 9 сезонов курганский «Тобол» воспитал плеяду талантливых футболистов, среди них можно отметить: Александр Нечаев («Ротор» Волгоград), Алексей Герасимов («Урал» Екатеринбург), Антон Васильев («Амур-2010» Благовещенск), Валерий Поляков («Олимпия» Волгоград), Виталий Коркин («Челябинск») Виталий Шипилов (закончил карьеру), Игорь Беляков («Север» Мурманск), Максим Хлызов (закончил карьеру), Сергей Журавлёв (по прозвищу "Жура из Садового" («Тобол» Курган).

## Прежние эмблемы и названия
- 1960—1964 — «Строитель»
- 1965—1966 — «Труд»
- 1967—1975 — «Зауралец»
- 1986—1989 — «Торпедо»
- 1990 — «Зауралье»
- 1991—1998 — «Сибирь»
- 1999 — «Курган»
- 2000—2001 — «Спартак»
- 2002–2024 — «Тобол»
- С 2024 – «Курган»

## Статистика выступлений

### СССР
| Сезон | Лига                            | Место | И  | В  | Н  | П  | М     | О  | Кубок  | Лучший бомбардир              |
| ----- | ------------------------------- | ----- | -- | -- | -- | -- | ----- | -- | ------ | ----------------------------- |
| 1960  | Класс «Б», IV зона              | 15    | 28 | 3  | 6  | 19 | 15-49 | 12 | -      | Анисимов Александр — 3 гола   |
| 1961  | Класс «Б», V зона               | 8     | 24 | 8  | 9  | 7  | 28-34 | 25 | 1/128  | Тюлихов Виктор — 10 голов     |
| 1962  | Класс «Б», IV зона              | 10    | 30 | 10 | 8  | 12 | 30-39 | 28 | 1/256  | Тюлихов Виктор — 9 голов      |
| 1963  | Класс «Б», IV зона              | 12    | 30 | 8  | 8  | 14 | 28-48 | 24 | 1/256  | Тюлихов Виктор — 9 голов      |
| 1964  | Класс «Б», V зона               | 15    | 32 | 9  | 6  | 17 | 27-57 | 24 | 1/512  | Негин Анатолий — 6 голов      |
| 1965  | Класс «Б», V зона               | 13    | 38 | 11 | 13 | 14 | 36-40 | 35 | -      | Титов Николай — 9 голов       |
| 1966  | Класс «Б», V зона               | 17    | 32 | 8  | 6  | 18 | 22-49 | 22 | 1/32   | Федотов Владимир — 6 голов    |
| 1967  | Класс «Б», V зона               | 12    | 36 | 9  | 13 | 14 | 32-41 | 31 | 1/1024 | Тютюнник Владимир — 9 голов   |
| 1968  | Класс «Б», V зона               |       | 38 | 18 | 12 | 8  | 55-33 | 48 | 1/2048 | Сапрыкин Виктор — 13 голов    |
| 1968  | Класс «Б» Полуфинал Прокопьевск |       | 3  | 1  | 0  | 2  | 3-4   | 2  | -      | Сапрыкин Виктор — 2 гола      |
| 1969  | Класс «Б», V зона               | 15    | 32 | 7  | 10 | 15 | 23-32 | 24 | -      | Авинников Валерий — 5 голов   |
| 1970  | Класс «Б», III зона             | 14    | 34 | 8  | 10 | 16 | 31-43 | 26 | -      | Виноградов Анатолий — 7 голов |
| 1971  | Вторая лига, VI зона            | 19    | 38 | 6  | 14 | 18 | 30-57 | 32 | -      | Авинников Валерий — 7 голов   |
| 1972  | Вторая лига, VI зона            | 18    | 36 | 6  | 9  | 21 | 19-59 | 27 | -      | Попов Александр — 4 гола      |
| 1973  | Вторая лига, VI зона            | 14    | 30 | 7  | 8  | 15 | 24-36 | 18 | -      | Дзагнидзе Тимур — 6 голов     |
| 1974  | Вторая лига, V зона             | 12    | 34 | 12 | 8  | 14 | 38-38 | 32 | -      | Дзагнидзе Тимур — 9 голов     |
| 1986  | Вторая лига, II зона            | 9     | 32 | 11 | 6  | 15 | 20-32 | 28 | -      | Вострухин Юрий — 8 голов      |
| 1987  | Вторая лига, II зона            | 14    | 32 | 7  | 10 | 15 | 21-41 | 24 | -      | Вострухин Юрий — 9 голов      |
| 1988  | Вторая лига, II зона            | 13    | 32 | 11 | 7  | 14 | 30-40 | 29 | -      | Антонов Владимир — 7 голов    |
| 1989  | Вторая лига, II зона            | 8     | 42 | 20 | 8  | 14 | 49-38 | 48 | -      | Камзулин Сергей — 9 голов     |
| 1990  | Вторая лига, VII зона           | 11    | 32 | 11 | 8  | 13 | 32-32 | 30 | -      | Кузьмицкий Кирилл — 9 голов   |
| 1991  | Вторая лига, VII зона           | 8     | 42 | 20 | 9  | 13 | 46-31 | 49 | -      | Камольцев Вячеслав — 17 голов |

### Россия
| Год     | Лига                                 | Место | В  | Н  | П  | Голы   | Очки | Кубок | Лучший бомбардир        |
| ------- | ------------------------------------ | ----- | -- | -- | -- | ------ | ---- | ----- | ----------------------- |
| 1992    | Вторая лига, зона 5                  | 5     | 16 | 12 | 6  | 39-18  | 44   | 1/512 | Валерий Орлов — 9 голов |
| 1993    | Вторая лига, зона 6                  | 12    | 16 | 12 | 14 | 57-49  | 44   | —     | Владимир Кашутин — 12   |
| 1994    | Третья лига, зона 6                  | 1     | 18 | 5  | 3  | 49-13  | 41   | 1/128 | Владимир Найданов — 19  |
| 1995    | Вторая лига, Восток                  | 14    | 12 | 9  | 19 | 41-59  | 45   | 1/256 |                         |
| 1996    | Вторая лига, Восток                  | 13    | 13 | 7  | 22 | 34-55  | 46   | 1/128 |                         |
| 1997    | Вторая лига, Восток                  | 20    | 7  | 7  | 26 | 34-78  | 28   | 1/64  |                         |
| 1998    | Второй дивизион, Урал                | 15    | 5  | 14 | 15 | 28-59  | 29   | 1/128 |                         |
| 1999    | Второй дивизион, Урал                | 15    | 3  | 4  | 23 | 19-78  | 13   | 1/512 |                         |
| 2000    | Второй дивизион, Урал                | 16    | 3  | 4  | 23 | 24-72  | 13   | 1/256 |                         |
| 2001    | Второй дивизион, Урал                | 16    | 2  | 0  | 28 | 11-128 | 6    | 1/256 |                         |
| 2002    | КФК, Урал и Западная Сибирь          | 1     | 17 | 2  | 1  | 56-17  | 53   | —     |                         |
| 2003    | Второй дивизион, Урал-Поволжье       | 15    | 9  | 9  | 20 | 39-65  | 36   | 1/128 |                         |
| 2004    | Второй дивизион, Урал-Поволжье       | 15    | 8  | 12 | 16 | 30-50  | 36   | 1/256 |                         |
| 2005    | Второй дивизион, Урал-Поволжье       | 18    | 5  | 6  | 25 | 22-69  | 21   | 1/256 |                         |
| 2006    | ЛФЛ, Урал и Западная Сибирь          | 3     | 7  | 5  | 3  | 26-11  | 26   | —     |                         |
| 2007    | ЛФЛ, Урал и Западная Сибирь          | 4     | 11 | 0  | 7  | 32-18  | 33   | —     |                         |
| 2008    | ЛФЛ, Урал и Западная Сибирь          | 3     | 14 | 3  | 5  | 47-29  | 45   | —     |                         |
| 2009    | ЛФЛ, Урал и Западная Сибирь          | 4     | 11 | 4  | 5  | 34-27  | 37   | —     |                         |
| 2010    | ЛФЛ, Урал и Западная Сибирь          | 4     | 10 | 4  | 8  | 40-27  | 34   | —     |                         |
| 2011/12 | ЛФК, Урал и Западная Сибирь          | 3     | 17 | 6  | 10 | 47-31  | 57   | Н/У   |                         |
| 2012/13 | ЛФК, Урал и Западная Сибирь          | 7     | 7  | 3  | 7  | 21-20  | 24   | Н/У   |                         |
| 2013    | III дивизион, Урал и Западная Сибирь | 7     | 3  | 2  | 4  | 8-12   | 11   | Н/У   |                         |
| 2014    | III дивизион, Урал и Западная Сибирь | 4     | 14 | 3  | 7  | 47-27  | 45   |       |                         |
| 2015    | III дивизион, Урал и Западная Сибирь | 7     | 7  | 3  | 8  | 28-31  | 24   |       | Андрей Фролов — 7       |
| 2016    | III дивизион, Урал и Западная Сибирь | 5     | 9  | 6  | 5  | 44-23  | 33   |       | Данила Дубовиков — 11   |
| 2017    | III дивизион, Урал и Западная Сибирь | 6     | 8  | 6  | 6  | 30-29  | 30   |       |                         |
| 2018    | III дивизион, Урал и Западная Сибирь | 6     | 7  | 2  | 11 | 23-47  | 23   |       |                         |
| 2019    | III дивизион, Урал и Западная Сибирь | 8     | 7  | 2  | 13 | 33-51  | 23   |       |                         |
| 2020    | III дивизион, Урал и Западная Сибирь | 12    | 3  | 0  | 10 | 12-40  | 9    |       |                         |

## Рекорды

### Клубные рекорды
- Самая крупная победа — 14:0 над «Тобол-Д» (Тобольск) в Кубке чемпионов областей Урал-Западная Сибирь 2012 году
- Самое крупное поражение — 1:13 от «Содовик»(футбольный клуб) в 2001 году

### Рекорды игроков
- Наибольшее число матчей в чемпионатах страны — Владимир Книллер — 330[3].

## Главные тренеры
| Тренер             | Сезон       |
| ------------------ | ----------- |
| Николай Лебедев    | 1960 — 1962 |
| Григорий Петров    | 1963        |
| Георгий Терентьев  | 1964 — 1965 |
| Эдуард Паршин      | 1965        |
| Юрий Дземешкевич   | 1966 — 1969 |
| Геннадий Шершнев   | 1970 — 1972 |
| Геннадий Неделькин | 1972 — 1974 |
| Виктор Иванюшкин   | 1986        |
| Валерий Знарок     | 1987        |
| Борис Журавлёв     | 1988 — 1990 |
| Виктор Прозоров    | 1990 — 1992 |
| Игорь Касюк        | 1992 — 1993 |
| Владимир Сизонтов  | 1994 — 1995 |
| Александр Сальнов  | 1995        |
| Владимир Петров    | 1996        |
| Игорь Кузнецов     | 1997        |
| Иван Герасимов     | 2000        |
| Александр Сиянов   | 2001        |
| Владимир Книллер   | 2001—2002   |
| Владимир Сизонтов  | 2003        |
| Евгений Шурко      | 2003        |
| Юрий Нестеренко    | 2004        |
| Евгений Шурко      | 2004 — 2018 |
| Евгений Мостовских | с 2018      |

## Стадион
Стадион «Центральный»
- Вместимость — 8 000 зрителей
- Адрес — Советская, 184 к1

Стадион «МБУДО ДЮСШ-3» («КЗКТ»)
- Вместимость — 2 000 зрителей
- Адрес — Невежина, 7

## Болельщики
Первые организованные фанаты появились в Кургане в 2005 году. Тогда и зародилось движение, которое существует по сей день. В ноябре того же года состоялся «дебют» любителей организованной поддержки футбола. На стадионе был растянут первый баннер «Kurgan Ultras».
С сезона 2007 года сформировалось фан-движение «Kurgan lads» (курганские парни), которое приняло «зелёно-белые» цвета областного флага.

## Достижения

### Национальные чемпионаты
Первенство России среди любительских футбольных клубов
- Чемпион (4): 1993[4], 1994[5], 1994, 2002 (зона «Урал и Западная Сибирь»).
- Бронзовый призёр (5): 1996[6], 2000, 2006, 2008, 2011/12 (зона «Урал и Западная Сибирь»).

Кубок РСФСР
- Обладатель (1): 1991[7]

Кубок Алатау (международный турнир)
- Обладатель (1): 2003

Кубок Курганской Области
- Обладатель (1): 1975

Кубок чемпионов областей Урала и Западной Сибири
- Обладатель (2): 2007, 2010

Чемпионат Курганской области
- Победитель (3): 1976, 1977, 2006
- Победитель (3): 1975, 1979, 1982